# Jari Puikkonen
Jari Puikkonen, finski smučarski skakalec, * 25. junij 1959, Lahti, Finska.
Na tekmah svetovnega nivoja je debitiral leta 1977 na tekmi Novoletne turneje v  Oberstdorfu. V sezoni 1980/81 je v Innsbrucku dosegel svojo prvo zmago, v skupnem delu Novoletne turnej pa je bil tretji. Na koncu sezone je bil še z dvema zmagama peti. 
Svoje navječje uspehe je Puikkonen dosegal na Olimpijskih igrah in svetovnih prvenstvih. Na igrah leta 1980 v Lake Placidu je posamično osvojil bronasto medaljo, štiri leta kasneje v Sarajevu pravtako bronasto na mali skakalnici, leta  1988 v Calgaryju pa z ekipo zlato.  
Leta 1981 je v Oberstdorfu postal svetovni prvak v poletih, leta 1982 je na svetovnem prvenstvu v Oslu osvojil srebrno medaljo na mali napravi in bronasto s finsko ekipo. Z ekipo je bil zlat tudi na prvenstvu v Engelbergu leta 1984, leto kasneje v Seefeldu je bil posamično bronast na mali napravi in ekipno zlat. Leta 1989 je v Lahtiju osvojil naslov svetovnega prvaka na veliki napravi.
Po sezoni 1990/91 je zaključil kariero smučarskega skakalca.   

## Dosežki

### Zmage
Puikkonen je v svetovnem pokalu dosegel 5 zmag:
| Sezona  | Država/Prizorišče |
| ------- | ----------------- |
| 1980/81 | Innsbruck         |
| 1980/81 | Lahti             |
| 1980/81 | Lahti             |
| 1980/81 | Planica           |
| 1985/86 | Innsbruck         |